# Dyrektor artystyczny
Dyrektor artystyczny – określenie różnych stanowisk pracy m.in. w branży reklamowej i instytucjach kultury, w szczególności w teatrze. 
- (ang. art director) – stanowisko pracy głównie w branży reklamowej, ale też telewizyjnej, internetowej i w działach marketingowych dużych korporacji. Osoba odpowiedzialna za szeroko rozumianą oprawę artystyczną, zarządzająca zespołem kreatywnym lub będąca jego częścią. Zakres obowiązków dyrektora artystycznego jest bardzo elastyczny, głównie czuwa on nad wizualną i artystyczną oprawą przedsięwzięcia. Nie jest wymagany konkretny profil wykształcenia, ale zazwyczaj są to osoby po szkołach artystycznych.
- (ang. artistic director) – stanowisko pracy w teatrze. Osoba odpowiedzialna za repertuar, kształtowanie zespołu artystycznego i programu artystycznego teatru. Bardzo często wymagane jest wykształcenie humanistyczne lub artystyczne.